# Męski strój wieczorowy
Męski strój wieczorowy – eleganckie ubranie noszone przez mężczyzn od godziny 18.00 lub zachodu słońca (w zależności od tego, co występuje pierwsze). Dzieli się na formalny, czyli frak, półformalny – smoking i nieformalny (choć współcześnie uważany za elegancki) garnitur.
Cechą dominującą w przypadku pierwszych dwóch zestawów jest czarna marynarka i czarne spodnie z lampasem, co uzasadnia się faktem, że cały ciemny garnitur wygląda dobrze w sztucznym świetle. Zatem zgodnie z tą zasadą garnitur wieczorowy powinien być w kolorze czarnym, ciemnogranatowym lub ciemnoszarym. Założenie stroju wieczorowego zamiast stroju dziennego i odwrotnie jest uznawane za faux pas. Jedynym wyjątkiem kiedy można założyć frak w ciągu dnia, jest użycie go jako stroju dworskiego.